# Austinit
Austinit ist ein selten vorkommendes Mineral aus der Mineralklasse der „Phosphate, Arsenate und Vanadate“ mit der chemischen Zusammensetzung CaZn[OH|AsO4] und ist damit chemisch gesehen ein Calcium-Zink-Arsenat mit zusätzlichen Hydroxidionen.
Austinit kristallisiert im orthorhombischen Kristallsystem und entwickelt viele verschiedene Kristall- und Aggregatformen. Neben blättrigen bis prismatischen Kristallen finden sich auch radialstrahlige, nierige, knollige und faserige Aggregate sowie krustige Überzüge. Zudem bilden sich auch oft Kristallzwillinge, die eine deutliche Chiralität (Enantiomorphie), das heißt Links- bzw. Rechtshändigkeit der Kristallflächen zeigen.
In reiner Form ist Austinit farblos bzw. durch Gitterbaufehler oder Verzwillingung weiß. Durch Fremdbeimengungen kann er aber auch gelblichweiß, grün oder braun erscheinen.
Austinit bildet mit Konichalcit eine lückenlose Mischreihe.

## Etymologie und Geschichte
Erstmals entdeckt wurde Austinit 1935 in der „Gold Hill Mine“ in den Deep Creek Mountains im Tooele County (Utah) in den USA und beschrieben durch Lloyd W. Staples, der das Mineral nach Austin Flint Rogers (1877–1957), einem amerikanischen Mineralogen der Stanford University, benannte.

## Klassifikation
In der veralteten 8. Auflage der Mineralsystematik nach Strunz gehörte der Austinit zur Mineralklasse der „Phosphate, Arsenate, Vanadate“ und dort zur Abteilung „Wasserfreie Phosphate, Arsenate und Vanadate mit fremden Anionen“, wo er gemeinsam mit Adelit, Descloizit, Duftit, Gabrielsonit, Konichalcit, Mottramit, Pyrobelonit, Tangeit und Turanit in der „Descloizit-Reihe“ mit der Systemnummer VII/B.11b steht.
In der zuletzt 2018 überarbeiteten Lapis-Systematik nach Stefan Weiß, die formal auf der alten Systematik von Karl Hugo Strunz in der 8. Auflage basiert, erhielt das Mineral die System- und Mineralnummer VII/B.26-040. Dies entspricht der Klasse der „Phosphate, Arsenate und Vanadate“ und dort der Abteilung „Wasserfreie Phosphate, mit fremden Anionen F,Cl,O,OH“, wo Austinit zusammen mit Adelit, Cobaltaustinit, Duftit, Gabrielsonit, Gottlobit, Hermannroseit, Konichalcit, Nickelaustinit und Tangeit die „Adelitgruppe“ mit der Systemnummer VII/B.26 bildet.
Die von der International Mineralogical Association (IMA) zuletzt 2009 aktualisierte 9. Auflage der Strunz’schen Mineralsystematik ordnet den Austinit in die Klasse der „Phosphate, Arsenate und Vanadate“ und dort in die Abteilung „Phosphate usw. mit zusätzlichen Anionen; ohne H2O“ ein. Hier ist das Mineral in der Unterabteilung „Mit mittelgroßen und meist großen Kationen; (OH usw.) : RO4 = 1 : 1“ zu finden, wo es zusammen mit Adelit, Arsendescloizit, Cobaltaustinit, Duftit, Gabrielsonit, Gottlobit, Konichalcit, Nickelaustinit und Tangeit die „Adelitgruppe“ mit der Systemnummer 8.BH.35 bildet.
In der vorwiegend im englischen Sprachraum gebräuchlichen Systematik der Minerale nach Dana hat Austinit die System- und Mineralnummer 41.05.01.03. Das entspricht der Klasse der „Phosphate, Arsenate und Vanadate“ und dort der Abteilung „Wasserfreie Phosphate etc., mit Hydroxyl oder Halogen“. Hier findet er sich innerhalb der Unterabteilung „Wasserfreie Phosphate etc., mit Hydroxyl oder Halogen mit (AB)2(XO4)Zq“ in der „Adelitgruppe“, in der auch Adelit, Konichalcit, Duftit-Beta, Gabrielsonit, Tangeit, Nickelaustinit, Cobaltaustinit, Arsendescloizit und Gottlobit eingeordnet sind.

## Kristallstruktur
Austinit kristallisiert orthorhombisch in der Raumgruppe P212121 (Raumgruppen-Nr. 19) mit den Gitterparametern a = 7,51 Å; b = 9,04 Å und c = 5,93 Å sowie 4 Formeleinheiten pro Elementarzelle.

## Modifikationen und Varietäten
Als Barthit wird eine kupferhaltige, grüne Varietät von Austinit bezeichnet.

## Bildung und Fundorte

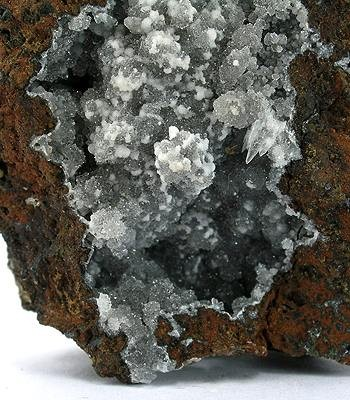
Austinit (silbergrau glänzend) und Talmessit (weiß) aus der „Gold Hill Mine“, Utah, USA

Austinit bildet sich als seltenes Sekundärmineral in der Oxidationszone einiger arsenreicher, metallischer Lagerstätten. Begleitminerale sind unter anderem Adamin, Limonit, Quarz und Talmessit.
Als seltene Mineralbildung konnte Austinit nur an wenigen Fundorten nachgewiesen werden, wobei bisher (Stand: 2016) rund 90 Fundorte als bekannt gelten. Neben seiner Typlokalität „Gold Hill Mine“ konnte das Mineral in Utah noch in der „Gold Chain Mine“ bei Mammoth im Juab County gefunden werden.
In Deutschland trat Austinit unter anderem in der Grube „Silberbrünnle“ im Haigerachtal bei Gengenbach und in der Grube „Michael“ bei Weiler nahe Reichenbach in Baden-Württemberg; bei Bad Ems im rheinland-pfälzischen Teil des Lahntals sowie im Grubenfeld St. Wolfgang und Maaßen bei Schneeberg im sächsischen Erzgebirgskreis zutage.
Die bisher einzigen in Österreich bekannten Fundorte sind zwei Schlackenhalden im Hüttwinkltal (Abschluss des Raurisertals, Hohe Tauern) in Salzburg.
Weitere Fundorte liegen unter anderem in Südaustralien; im bolivianischen Departamento La Paz; der Oblast Wraza in Bulgarien; der Región de Atacama von Chile; im autonomen Gebiet Innere Mongolei in China; der Bretagne und in Languedoc-Roussillon in Frankreich; der griechischen Region Lavrio; Souss-Massa-Draâ in Marokko; den mexikanischen Bundesstaaten Chihuahua und Durango; in Tsumeb und Grootfontein in Namibia; im Kielcer Bergland von Polen; der Zentralprovinz von Sambia; in den spanischen Regionen Andalusien und Katalonien; im ungarischen Komitat Borsod-Abaúj-Zemplén sowie in verschiedenen Regionen der US-Bundesstaaten Arizona, Kalifornien, Colorado, Nevada, New Jersey, New Mexico, Utah und Washington.